# Бела Кун
Бела Кун (на унгарски: Kun Béla) е унгарски политик от Комунистическата партия, ръководител на Унгарската съветска република, просъществувала 133 дни през 1919 г.

## Биография

### Ранни години
Бела Кун е роден през 1886 г. в Силадичех (днес Чеху Силваниеи), Трансилвания. Баща му е нотариус, евреин, а майка му е унгарска протестантка, но и двамата не са религиозни. Завършва калвинистко основно училище и гимназия в Коложвар (днес Клуж Напока). През следващите години работи в същия град като журналист, симпатизиращ на Унгарската социалдемократическа партия. По това време е и служител в Коложварския съвет за социално осигуряване, който по-късно го обвинява в злоупотреби. През 1913 г. се жени за Ирен Гал, учителка по музика.
Кун взема участие в Първата световна война, през 1916 г. е пленен от руснаците и изпратен във военнопленнически лагер в Урал, където се сближава с болшевиките. След Февруарската революция в Русия е освободен и участва в основаването на Унгарската група на Болшевишката партия, по-късно преобразувана в Унгарска комунистическа партия. В рамките на комунистическата партия Бела Кун, заедно с италианеца Умберто Терачини и унгареца Матяш Ракоши, е по-близък до екстремистката група около Григорий Зиновиев и Карл Радек.

### Унгарска съветска република
Участва в Руската гражданска война. През ноември 1918 г. оглавява няколкостотин унгарски болшевики и със съветско финансиране се прехвърля в Унгария. След разгрома си в Първата световна война страната се намира в стопански и политически хаос – хиперинфлация, масова безработица, недостиг на основни стоки, голям брой бежанци от загубените територии. Бела Кун започва остра пропагандна кампания срещу социалдемократическото правителство, координирана със съветските власти. През февруари по време на комунистическа демонстрация са застреляни 4 полицаи, след което Кун е арестуван и обвинен в държавна измяна.
През март 1919 г. представители на Антантата нареждат унгарските войски да се изтеглят още по-навътре в територията на страната. Искането не е прието от правителството, което подновява военните действия. В тежката ситуация, в която попада, то търси подкрепата на Русия и включва Бела Кун и комунистите в правителството, отстъпвайки пред всички негови искания. На 21 март е обявено създаването на Унгарска съветска република. Самият Кун получава поста на комисар по външните работи.
Стъпките на новото правителство са по-радикални и от тези на съветските власти. Частната собственост в страната, включително земята, е национализирана, което предизвиква недоволството на селяните. Опитите да се преодолее недостигът на храни чрез насилствени реквизиции по селата не постига голям успех, а инфлацията расте. След неуспешен опит за преврат през юни Кун организира репресивна кампания, станала известна като Червен терор и взела няколкостотин жертви.
Във външнополитически план Бела Кун първоначално прави опити за споразумение с Антантата. Той се среща с южноафриканския министър-председател Ян Смутс, но двамата не успяват да постигнат съгласие. През април войски на Румъния и Чехословакия, подкрепяни от Франция, започват настъпление срещу Унгария. Унгарските войски имат известен успех срещу Чехословакия, но през лятото румънските войски влизат в столицата Будапеща и на 1 август принуждават комунистите да напуснат правителството. Очакваното съветско нападение срещу Румъния не се реализира поради загубите, търпени от Червената армия в Украйна.

### Последни години
След свалянето му от власт Бела Кун бяга във Виена, където е арестуван и интерниран. През юли 1920 г. е разменен срещу австрийски пленници в Русия. Там той първоначално заема ръководен пост в Крим, а след това е включен в ръководството на Коминтерна. През 1921 г. е изпратен в Германия като съветник на Комунистическата партия. Там, съвместно с анархистки групи, прави неуспешни опити да организира въоръжени бунтове. През следващите години работи за Коминтерна също и в Австрия и Чехословакия.
През 1928 г. Бела Кун е арестуван във Виена за използване на фалшив паспорт, след което се връща в Съветския съюз. Арестуван е от съветските власти през 1937 г. и е обвинен в троцкизъм. Убит е през 1938 г.